# ابن عمر الضمدي
محمد بن علي بن عمر بن محمد بن يوسف الضمدي التهامي من آل عمر بضمد ولد سنة 883 للهجرة في هجرة ضمد بالمخلاف السليماني بتهامة.

## نسبه
هو القاضي محمد بن علي بن عمر بن محمد بن يوسف بن إبراهيم بن عثمان بن محمد بن أبي بكر بن عبد الله بن عبد الواحد بن محمد بن ابي بكر الحكمي الشهير بصاحب عواجة والمتوفي عام 619 هـ. من قبيلة (بني الحكم). والحكم نسبهم مختلف بين الهون بن خزيمة وسعد العشيرة.

## نشأته وتعليمه
نشأ الضمدي في حجر والديه ببلدته ضمد، حيث حفظ القرآن الكريم وتعلمه، ثم هاجر في سبيل العلم إلى صعدة وصنعاء ومكة المكرمة، إذ أخذ عن عبد الله بن يحيى الذويد والفقيه سالم بن المرتضى، ومحمد بن أحمد حابس، ومحمد ين يحيى بهران، وقد استجاز من الإمام شرف الدين إبان رحلته إلى اليمن، ومن الحافظ أحمد بن محمد بن حجر الهيتمي في عام 966 للهجرة (1558م) في غضون رحلة الضمدي إلى مكة المكرمة من أجل التحصيل، والطلب.

## عودته من الهجرة ومقامه في وطنه
عاد ابن عمر الضمدي من رحلته العلمية إلى بلدته ضمد، حيث استقر فيها وانصرف نحو التدريس والإفتاء، فلقد عمرت في عهده بلدة ضمد، وأصبحت من مراكز الفكر المشهورة بالمخلاف السليماني، وكان صاحب أبي نمي وولده الحسن صاحبا مكة فبالغا في إنصافه وإكرامه، فكان يقيم عندهما حينا، وحينا ببلدته ضمد.

## صفاته أعماله
عرف بحبه للأعمال الصالحة، إذ قيل بأنه هو الذي عمر بلدة ضمد، وبنى مسجدها الجامع المشهور الذي اجتاحه السيل عام 1201هـ/1786م، وأنه الذي تسبب في إعفاء أهل ضمد من العوائد الحكومية وحفر لهم الآبار.

## آثاره الأدبية
يعد ابن عمر الضمدي من شعراء تهامة المعروفين في القرن العاشر الهجري، ولعل قصيدته اللامية تعد من أبرز قصائده الشعرية ذيوعا وانتشارا، إذ عرفها الناس في زمانه، وحرصوا على حفظها وتدوينها، يقول عاكش <ولو لم يكن له إلا قصيدته التي مطلعها:
لكفاه فضيلة >
وغلى الرغم من شيوع ذكر بعض قصائد الضمدي ، يلاحظ أنه لم يقل أحد من معاصريه، أو التابعين له بوجود ديوان شعري لهذا العالم، وإنما يكاد يستقر القول على ذكر عدد يسير من قصائده الشعرية المتفرقة، وبخاصة في ميدان المدح، ولعل من أشهر قصائده المعهودة قصيدته اللامية، وتلك القصيدة التي أنشأها بدوافع من بواعث الفتن الظاهرة في زمانه، التي يقول في مطلعها:
وجملة القول: إن نتاجه الأدبي يكاد يكون قليلا إذا ما قورن بمكانته العلمية، ومنزلته الأدبية، وأن آثاره الأدبية بعامة يغلب عليها الطابع الديني، وذلك يعود إلى غلبة الروح الإسلامية على ثقافة هذا الشاعر، وما يصدر عنه من شعور إسلامي فياض.

## قصيدته اللامية

### مناسبة هذه القصيدة
إن المخلاف السليماني أصيب بجدب وقحط شديد عام 973هـ/1565م، فخرج الناس للاستسقاء وأمهم ابن عمر الضمدي فلما وقف أمام الناس حمد الله وأثنى عليه بما هو أهله ثم ترجل هذه القصيدة، فما انتهى منها إلا وقد انهمر المطر وما استطاع الحراك من مكانه إلا محمولا على أكتاف الرجال من شدة المطر.

## وفاته
تفاوت المؤرخون في تحديد وفاة هذا العالم، إذ ذهب عبد الله بن علي النعمان الضمدي، والحسن بن أحمد عاكش إلى أنه توفي سنة 998للهجرة/1582م، على حين ذهب محمد بن محمد زبارة إلى أن وفاته كانت سنة 988 للهجرة/1580م، ولعل الصواب م ذهب به النعمان، وعاكش، إذ هما من مواطنيه